# Нагрудный знак зенитной артиллерии люфтваффе

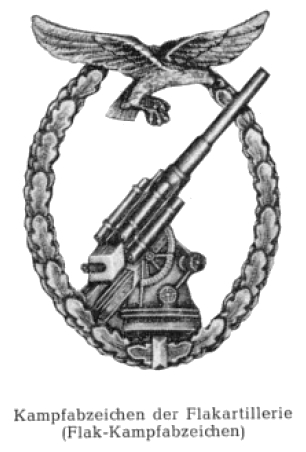
Знак образца 1957 года

Нагрудный знак зенитной артиллерии люфтваффе (нем. Flak-Kampfabzeichen) — немецкая награда в виде нагрудного знака, которой награждались солдаты и офицеры зенитной артиллерии Люфтваффе за боевые заслуги, а также служб светового слежения и радарных подразделений, как при отражении нападений вражеских самолётов, так и в рамках боевых действий на земле.

## Основание награждения
- За борьбу с вражескими самолётами:
  - Для тяжелых батарей за уничтожение, по крайней мере, 5 вражеских самолётов. Знаки вручались военнослужащим батареи, принявшим непосредственное участие в уничтожении вражеских самолётов. Личный состав тяжелых батарей мог получить знак за участие в двух боевых операциях против целей на земле или на море, проведенных в тяжелых условиях.
  - Для легких батарей за уничтожение, по крайней мере, 5 вражеских самолётов орудиями одного и того же взвода. Знаки вручались военнослужащим батареи, принявшим непосредственное участие в уничтожении вражеских самолётов.
  - Для зенитных прожекторных батарей 150 см прожекторов и зенитных прожекторных взводов 60 см прожекторов. Если, по крайней мере в 20 или 15 случаях соответственно, благодаря успешной деятельности обслуги зенитных батарей или взводов были созданы предпосылки для успешной борьбы с вражескими самолётами, осуществляемой зенитными батареями или ночными истребителями, и при этом, по крайней мере, в 5 случаях было достигнуто уничтожение противника.
- При участии в трех различных боевых действиях против целей на земле или на море, проведенных в трудных боевых условиях. Участие в тяжелых боях с целями на земле или на море приравнивалось к одному уничтоженному самолёту.
- За умелое руководство, внесшее решающий вклад в достигнутый боевой успех.
- За выдающиеся заслуги.

С 1 апреля 1942 года в связи с изменившимися боевыми условиями начали действовать новые условия награждения. Была введена система очков, причем для награждения знаком, нужно было набрать по крайней мере 16 очков:
- 4 пункта — за уничтожение вражеского самолёта тяжелой зенитной батареей или одним лёгким взводом (без участия других батарей или взводов).
- 2 пункта — за участие в уничтожении вражеского самолёта.
- 1 пункт — за первый, ориентированный по звуку захват вражеского самолёта в свет прожектора.

## Дизайн
Нагрудный знак представлял собой позолоченный цинковый венок из дубовых листьев, в центре которого помещено изображение орудия калибра 88 мм, над которым расположен символ Люфтваффе. Размер 57×44 мм, с весом в 41 грамм.

## Правила ношения
Нагрудный знак носился с левой стороны сразу под Железным крестом 1-го класса или аналогичной ему наградой.